# ۳ ای.ام. (فیلم ۲۰۱۲)
۳ ای.ام. (تایلندی: ตีสาม 3D) فیلمی در ژانر ترسناک است که در سال ۲۰۱۲ منتشر شد.